# Edmund Weiner
Edmund Weiner (* 27. August 1950 in Oxford) ist ein britischer Anglist und Lexikograph. Er ist einer der Herausgeber des Oxford English Dictionary (OED).
Weiner lehrte Alt- und Mittelenglisch und Geschichte der englischen Sprache am Christ Church College in Oxford und forschte über mittelenglische Literatur. Er war ab 1977 beim OED und arbeitete zunächst am zweiten Supplement mit. Ab 1983 wirkte er an der Digitalisierung des OED mit und ab 1985 war er Mitherausgeber der 2. Auflage. 1993 wurde er Deputy Chief Editor, wobei er die Endausgabe beaufsichtigte und die Informationen zur Grammatik überarbeitete. Er war maßgeblich an der CD-ROM Ausgabe von 1992 beteiligt und ist der leitende Philologe des OED. 
Er befasst sich mit Etymologie, Phonetik und Grammatik in historischem Kontext und veröffentlichte über frühes Englisch in nichtliterarischen Texten.
Weiner ist Fellow des Kellogg College in Oxford. Er ist von den Oxforder Philologen C. S. Lewis und J. R. R. Tolkien beeinflusst und veröffentlichte über Tolkien und dessen Beteiligung am OED.

## Schriften
- mit Sylvia Chalker: The Oxford Dictionary of English Grammar, Oxford UP 1998, 2. Auflage mit Bas Aarts 2014
- mit Sidney Greenbaum: Oxford Reference Grammar, Oxford UP 2000
- mit Peter Gilliver, Jeremy Marshall: The Ring of Words. Tolkien and the Oxford English Dictionary, Oxford UP 2006
- Beitrag mit Marshall zu Tolkien in: Michael Adams (Hrsg.) From Elvish to Klingon, Oxford UP 2011